# Луис I Испански
Луис I де Бурбон (на испански: Luis I) е крал на Испания от 14 януари до 31 август 1724 г. (229 дни).

## Произход и брак
Роден е на 27 август 1707 в Паласио дел Буен Ретиро, Мадрид, като Луис-Филипе, принц на Астуриас (на испански: Louis-Philippe, príncipe de Asturias). Той е най-възрастният син на крал Филип V и Мария-Луиза Савойска. Майката на Луис умира, когато той е на 7 години, а баща му се жени повторно за Изабела Фарнезе.
Тъй като Луис е наследник на огромната Испанска империя, е решено, че той трябва да бъде оженен, колкото е възможно по-рано, за да осигури повече наследници на династията на Испанските Бурбони.
На 20 януари 1722 г. в Лерма, Луис е оженен за Луиза-Елизабет Бурбон-Орлеанска (1709 – 1742), дъщеря на херцог Филип II Орлеански, тогава регент на Франция. Зестрата на булката е уговорена за 4 млн. златни ливри. Луиза обаче така и не свиква с религиозния испански двор и често отказва да говори със съпруга си. От брака им така и не се раждат деца.

## Крал на Испания
На 14 януари 1724 г. крал Филип V абдикира в полза на сина си, който е обявен за крал на Испания под името Луис I. Но седем месеца по-късно, на 31 август 1824 г. Луис I умира от едра шарка, което налага баща му да се върне отново на престола. Единствената емисия монети с образа на Луис I е отсечена в Мексико, но така и не достига бреговете на Испания, тъй като корабът, който я пренася към метрополията, потъва около Карибите, а експедицията, пратена за издирването на ценния товар, не дава резултат.
Луис I е погребан в кралската крипта в Ел Ескориал.

- Луис I
- Гробница в Пантеона на кралете в Ескориал, съдържаща останките на испански монарси